# Кияйский сельсовет
Кияйский сельсовет - сельское поселение в Манском районе Красноярского края.
Административный центр - село Кияй.

## Население
| 2010 | 2012 | 2013 | 2014 | 2015 | 2016 | 2017 |
| ---- | ---- | ---- | ---- | ---- | ---- | ---- |
| 952  | ↘951 | ↘932 | ↘928 | ↘919 | ↘910 | ↘893 |

## Состав сельского поселения
В состав сельского поселения входят 7 населённых пунктов:
| № | Населённый пункт | Тип населённого пункта       | Население |
| - | ---------------- | ---------------------------- | --------- |
| 1 | Голубевка        | деревня                      | 1         |
| 2 | Кияй             | село, административный центр | 459       |
| 3 | Новогеоргиевка   | деревня                      | 28        |
| 4 | Новомихайловка   | деревня                      | 96        |
| 5 | Островки         | деревня                      | 51        |
| 6 | Покосное         | деревня                      | 210       |
| 7 | Сугристое        | деревня                      | 107       |

## Местное самоуправление
Кияйский сельский Совет депутатов
Дата избрания: 14.03.2010. Срок полномочий: 4 года. Количество депутатов:  10
Глава муниципального образования
- Черкозьянов Виктор Павлович. Дата избрания: 14.03.2010. Срок полномочий: 4 года